# Klinische Pharmazie
Die Klinische Pharmazie ist eine Disziplin der Pharmazie, welche sich mit der Arzneimitteltherapie des Patienten befasst. 
Zu den Inhalten der Klinischen Pharmazie gehören nach der aktuellen Approbationsordnung für Apotheker unter anderem: 
- Besonderheiten der Arzneimitteltherapie in speziellen Patientengruppen (z. B. Kinder, Schwangere) bestimmter Therapieregime
- Arzneimittelanamnese
- Nutzen-Risiko-Bewertung einer Arzneimitteltherapie
- Therapeutisches Drug monitoring
- Compliance
- Pharmazeutische Betreuung
- Bezug zwischen Pharmakodynamik und Pharmakokinetik
- Populationspharmakokinetik
- Klinische Pharmakogenetik
- Ernährungstherapie
- Pharmakoepidemiologie und -ökonomie
- Pharmakovigilanz

## Geschichte

### USA
Die klinische Pharmazie wurde 1944 von L. Wait Rising, Professor am College of Pharmacy der Universität Washington, eingeführt. Hierbei führte er in Abhängigkeit von theoretischen Lehrveranstaltungen für Medizinstudenten Visiten am Krankenbett bzw. für Pharmaziestudenten Hospitationen in Apotheken ein. Dieses sogenannte „Washington Experiment“ wurde 1946 wegen Protesten der Universitätslehrer abgeschafft. Im Jahr 1953 wurde zum ersten Mal von „clinical pharmacy“ gesprochen. Seit Beginn der 1960er-Jahre gewann dieser Begriff in der Literatur immer mehr an Bedeutung. 
Glenn Sperandio unterteilte in diesen Jahren die Pharmazie in drei Bereiche: 
1. Pharmazeutische Wissenschaften
2. Industrielle Pharmazie
3. Klinische Pharmazie

Dabei gliederte er die klinische Pharmazie in die öffentliche Praxis, in die Krankenhauspharmazie und in das öffentliche Gesundheitswesen auf. 
1960 begannen Pharmazeuten in amerikanischen Krankenhäusern Arzneimittelanamnesen zu erstellen und auf arzneimittelbezogene Probleme am Patienten aufmerksam zu machen. Somit konnte man Risiken und Fehler in der Arzneimitteltherapie systematisch untersuchen.

### Europa
Als frühe Vorläufer könnte man die in Frankreich bereits 1814 durchgeführten krankenhausinternen Praktika sehen, die allerdings nicht als "klinisch" bezeichnet wurden.
Die Entwicklung in den USA erreichte 1971 auch Europa, wodurch das erste Europäische Symposium zur klinischen Pharmazie in Nijmegen abgehalten wurde. Im deutschsprachigen Raum war der Begriff „klinische Pharmazie“ im Unterschied zu Amerika mit der Tätigkeit im Krankenhaus verbunden. Zwei Jahre später wurde in Barcelona die erste klinisch-pharmazeutische Lehrveranstaltung in einem Krankenhaus abgehalten. 1979 wurde die European Society of Clinical Pharmacy in Lyon gegründet, die sich um Leitlinien für eine Ausbildung klinischer Pharmazeuten in Europa bemühte. 1962 stellte Hans-Joachim Seidlein die Forderung von einem Fachapotheker für klinische Pharmazie, welche in den 1980er-Jahren erfüllt wurde.  
Die Anfänge der klinischen Pharmazie wurden 1977 von Hans-Joachim Meyer (1939–1997) im städtischen Klinikum Karlsruhe gesetzt. Dieser führte dort patientenorientierte Dienstleistungen und eine Arzneimittelinformationsstelle, welche von einem Apotheker betrieben wurde, ein. Zudem besuchten Apotheker auch Chefarztvisiten. Trotz all dieser Bemühungen wurde die klinische Pharmazie bei Lehrveranstaltungen kaum berücksichtigt, sondern diente ausschließlich der Weiterbildung. 
Ende der 1990er-Jahre wurde das Aufgabenprofil des Apothekers erneuert und insbesondere  in Richtung der Informationssicherheit des Arzneimittels ausgeweitet. Dabei legte man einen neuen Schwerpunkt auf die pharmazeutische Betreuung („Pharmaceutical care“), die in anderen Ländern seit Jahren zum Standard der pharmazeutischen Aufgaben gehörte. Durch diese Wandlung musste auch die Ausbildung verändert werden. Hierbei wurde 1999 eine neue Approbationsordnung aufgesetzt, welche die Klinische Pharmazie als 5. Staatsexamensfach aufnahm. 1997 formulierten die ABDA und die Deutsche Pharmazeutische Gesellschaft eine allgemeine Definition hierfür: „Die Klinische Pharmazie ist eine Disziplin der Pharmazie, die aufbauend auf pharmazeutisch-naturwissenschaftlichen Kenntnissen die Optimierung der Arzneimittelanwendung am und durch den Patienten zum Inhalt hat.“ Als Ziel der Forschung wurde die Optimierung der Arzneimitteltherapie am Patienten bezeichnet.